# Autódromo Internacional de Yucatán Emerson Fittipaldi
Das Autódromo Internacional de Yucatán Emerson Fittipaldi ist eine permanente Motorsport-Rennstrecke im mexikanischen Bundesstaat Yucatán. Sie befindet sich etwa 12 km südlich des Küstenortes Progreso und liegt etwa 22 km nördlich des Stadtzentrums von Mérida in Mexiko.

## Geschichte
Die Rennstrecke wurde von Javier Montero Azuara, einem Geschäftsmann aus Veracruz, initiiert. Sie wurde im Januar 2017 für 51 Millionen Pesos errichtet und mit einem Lauf der südamerikanischen Formel-Ford-Serie in Anwesenheit von Emerson Fittipaldi eingeweiht. Seitdem wurden auf der Strecke neben lokalen Superbike-Rennen auch weitere Läufe der Serie ausgetragen. 

## Streckenbeschreibung
Die Strecke verfügt über 18 Kurven, eine Breite von 15 Metern und breite Auslaufzonen, wodurch sie sich besonders für Motorradrennen eignet.

## Veranstaltungen
Aktuell starten hauptsächlich lokale Rennserien die exklusiv auf dem Kurs veranstaltet werden, so die Campeonato del Sureste de Motos oder die Copa March/Campeonato del Sureste. 
Die derzeit bedeutendsten nationale Serien die auf der Strecke starten sind die mexikanische Motorrad-Meisterschaft der Mex Bike Series, die mexikanische Truck Racing Meisterschaft der Campeonato Tractocamiones und die Fórmula 5 Méxicana.
In der Vergangenheit fanden hier auch Rennen der mexikanischen Formel 4-Meisterschaft statt.